# Giganții aerului

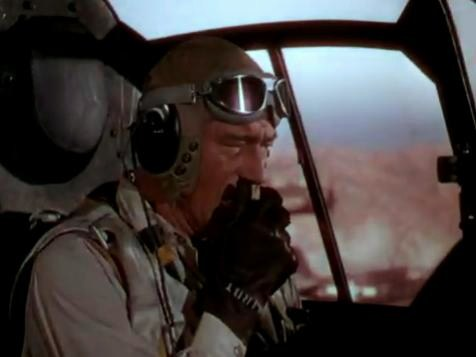
John Wayne în Giganții aerului

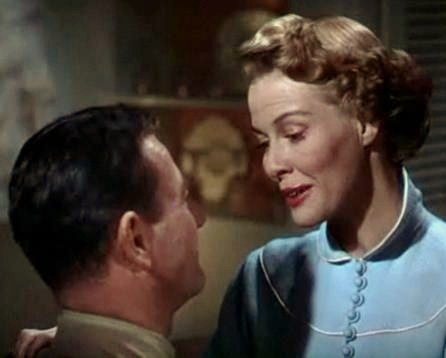
Janis Carter în Giganții aerului

Giganții aerului sau Gulerele de piele zburătoare (în engleză Flying Leathernecks) este un film de război regizat de Nicholas Ray după un scenariu de James Edward Grant. A fost produs în Statele Unite ale Americii de studiourile RKO Pictures și a avut premiera la 28 august 1951, fiind distribuit de RKO Pictures. Coloana sonoră este compusă de Roy Webb[*].  Filmul a avut încasări de 2.600.000 $.

## Rezumat
Sosirea noului comandant la o bază aeriană nu este foarte bine primită de militari și de piloți care au auzit de severitatea ofițerului. De fapt, maiorul Kirby este inflexibil și trimite imediat un tânăr pilot la curtea marțială deoarece nu a respectat ordinele din cauza zelului excesiv. Dar, în timpul unei lupte ulterioare, ofițerul le demonstrează oamenilor că are o profundă înțelegere umană.

## Distribuție
Au interpretat actorii: 
- John Wayne - maior Daniel Xavier Kirby
- Robert Ryan - Capt. Carl "Griff" Griffin
- Don Taylor - Lt. Vern "Cowboy" Blithe.
- Janis Carter - Joan Kirby
- Jay C. Flippen - MSgt. Clancy, Line Chief
- William Harrigan - Dr. Lt. Cdr. Joe Curran
- Brett King - First Lt. Ernie Stark.
- Steve Flagg - Capt. Harold Jorgensen
- James Bell - Colonel
- Barry Kelley - Brigadier General
- Maurice Jara - Shorty Vegay
- Adam Williams - Lt. Bert Malotke
- James Dobson - Lt. Pudge McCabe
- Carleton Young - Col. Riley
- Michael St. Angel - Capt. Harold Jorgensen, Ops. Officer (ca Steve Flagg)
- Gordon Gebert - Tommy Kirby